# Aïn Madhi
Aïn Madhi è un comune dell'Algeria, situato nella provincia di Laghouat.